# Leonard S. Smith
Leonard Sander Smith (* 23. Juni 1932 in Sterling (Illinois); † 8. August 2013 in Thousand Oaks, Kalifornien) war ein US-amerikanischer Hochschullehrer und Historiker.
Da sein Vater, Rev. A. Leonard Smith, Pastor einer großen schwedischen lutherischen Gemeinde war, erwog Leonard, lutherischer Pfarrer zu werden. Er wuchs 1934–1949 in Stanton auf, besuchte die Highschool Spencer und für zwei Jahre das Luther Junior College in Wahoo, Neb. Kurz nachdem er 1954 das Augustana College in Rock Island (Illinois) absolviert hatte, wurde er für zwei Jahre zur US-Armee eingezogen. Stationiert in Deutschland lernte er die Deutsche Sprache und begann sich für die deutsche Geschichte und Kultur zu interessieren. Nach seinem Masterabschluss in Geschichte an der University of Iowa im Jahr 1958 lehrte er Geschichte am Luther College in Decorah. Hier heiratete er die Sportlehrerin Sharon Faye Ronning, mit der er drei Söhne und eine Tochter hat. Mit einem Zwei-Jahres-Fulbright-Stipendium konnte er 1962–1964 an der Universität Göttingen studieren. An der Washington University in St. Louis, an der er mit der Dissertation Otto Hintze's Comparative Constitutional History of the West seinen Ph.d in Geschichte erwarb, war er Doktorand Dietrich Gerhards, einem einstigen Schüler von Friedrich Meinecke.
Von 1969 bis 1998 war Leonard S. Smith Professor für Geschichte am California Lutheran College in Thousand Oaks. Daneben lehrte er Englisch, Philosophie und Religion.
Gerhard setzte ihn Ende der 1970er Jahre auf die Spur einer Archivrecherche in Utrecht zu seiner früheren Kollegin Hedwig Hintze. Im dortigen Bevölkerungsregister entdeckte Smith ihr Todesdatum und als letzte Adresse das Akademische Krankenhaus Utrecht, das wiederum noch eine einzelne Karteikarte (von 1940/41 wie er später bemerkte) mit ihrem Namen, Geburtsdatum und der Diagnose „Edogene Depression“ besaß. Da dessen weitere Unterlagen bei einem Bombenangriff im Spätherbst 1944 vernichtet waren, ist der spätere Verbleib ihres Körpers unbekannt. Im November 1978 korrespondierte er dazu mit Gerhard Oestreichs Witwe Brigitte. Dietrich Gerhard machte diese Informationen 1980 auf einer Otto Hintze-Tagung der Historischen Kommission zu Berlin publik.
Leonard S. Smith war Mitglied des Ventura County Democratic Central Committee und Präsident des Conejo Valley Democrati Club. Seine Frau initiierte Sommer-Jugendprogramme und war 1977/78 Mitglied der Ventura County Grand Jury. Mit Unterstützung seiner Frau knüpfte er Anfang der 1990er Verbindung zu Akademikern der baltischen Länder.

## Veröffentlichungen
- Religion and the Rise of History: Martin Luther and the Cultural Revolution in Germany, 1760 to 1810; 2009
- Martin Luther’s Two Ways of Viewing Life and the Educational Foundation of a Lutheran Ethos; 2011